# Heinrich Vogel (Maler, 1901)

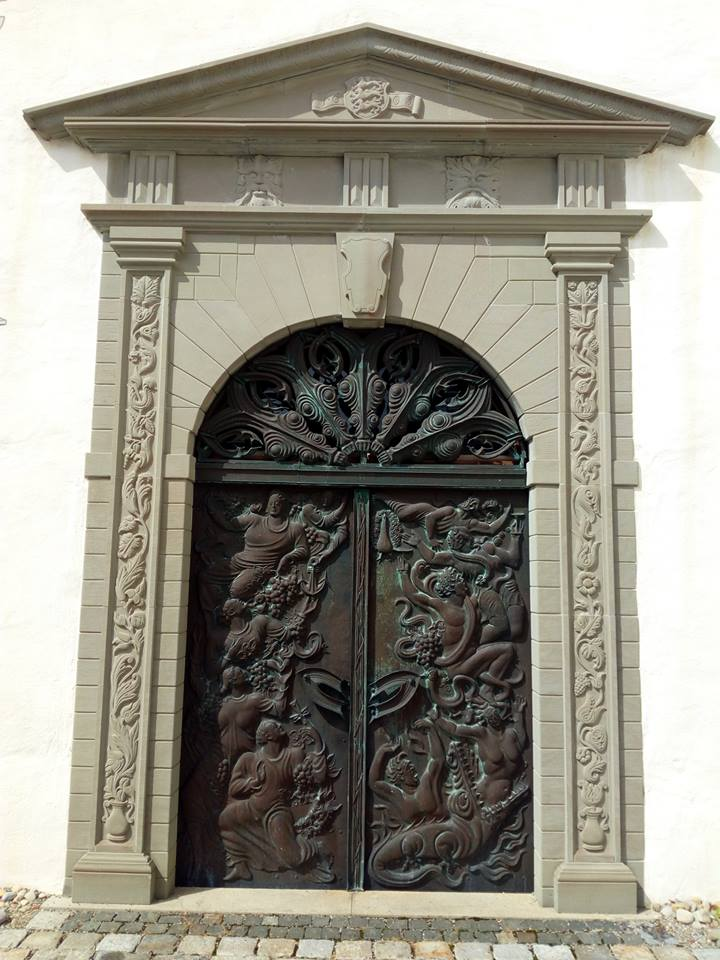
Eines der acht von Heinrich Vogel gefertigten Kupfertore im Innenhof von Schloss Zeil

Heinrich Vogel (* 28. Juli 1901 in Waltershofen bei Kißlegg; † 1. März 1982 in Kißlegg) war ein deutscher Maler und Bildender Künstler, der unter anderem für seine Kupfertreibarbeiten bekannt war.

## Künstlerische Ausbildung

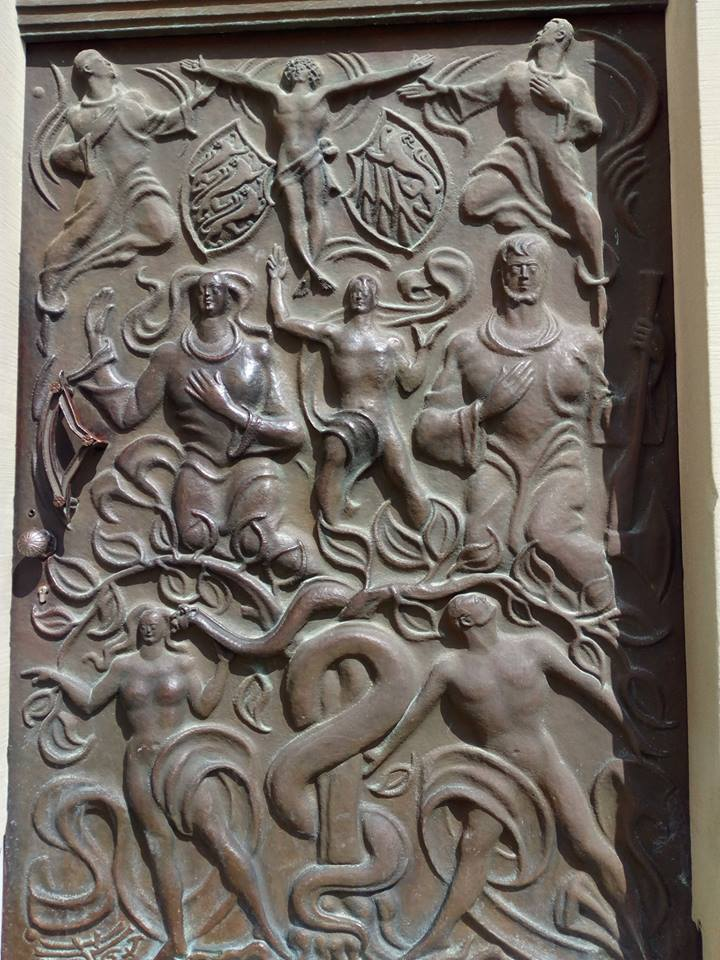
Detail aus einem der Reliefs auf Vogels Kupfertoren von Schloss Zeil.

Der auf dem elterlichen Bauernhof bei Waltershofen aufgewachsene Heinrich Vogel absolvierte zunächst eine Holzbildhauerlehre in Ravensburg und lernte dann in den Städtischen Kunstwerkstätten der „Ulmer Schule“. Anschließend studierte er zunächst an der Werkkunstschule in Köln und von 1930 bis 1934 an der Münchner Akademie der Bildenden Künste bei Professor Joseph Wackerle. Danach kehrte er in sein Heimatdorf Waltershofen zurück.

## Werk

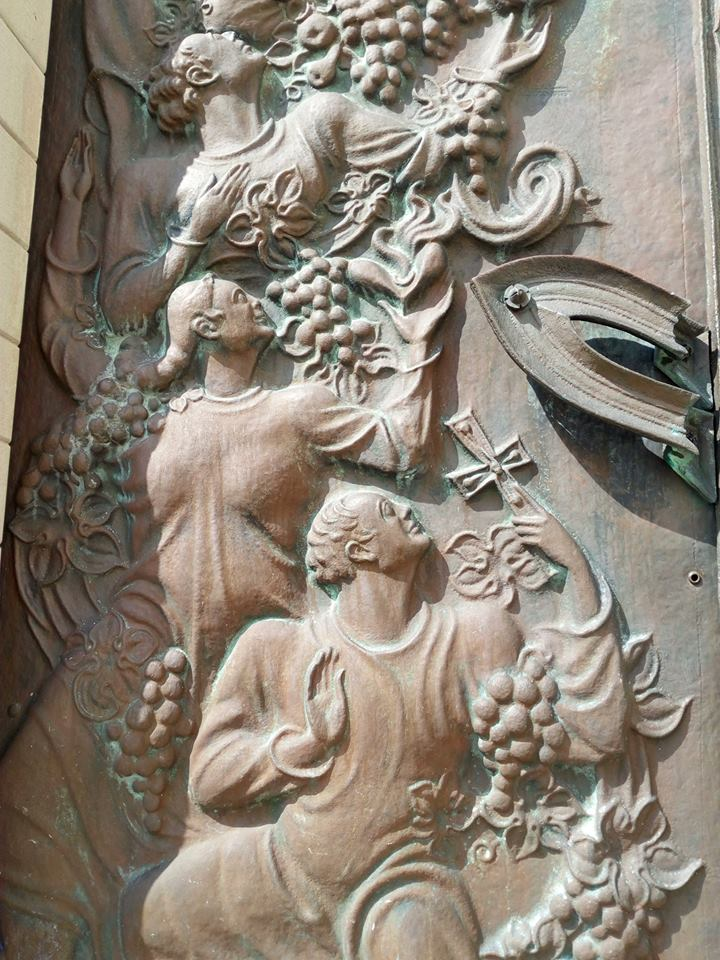
Detail aus einem der Reliefs auf Vogels Kupfertoren von Schloss Zeil

Heinrich Vogel war als Maler, Grafiker, Plastiker und Kunstkeramiker tätig. Zu seinem umfangreichen Werk gehören unter anderem Ölgemälde, Aquarelle, (kolorierte) Zeichnungen, Keramiken, Brandmalereien, Intarsien, Holzschnitzarbeiten, Stuckarbeiten an Kirchendecken (z. B. in Maselheim, Kreis Biberach) sowie Glasfenster. Am bekanntesten war der Künstler jedoch für seine Kupfertreibarbeiten. Unter anderem schuf er die acht Portale (Kupfertore) im Innenhof von Schloss Zeil bei Leutkirch im Allgäu. Georg von Waldburg zu Zeil und Trauchburg war ein besonderer Mäzen des Künstlers. In einer Laudatio würdigte er dessen „ganz explosive, eigenwillige Originalität“.
Einen Großteil seines Schaffens widmete Vogel der sakralen Kunst; erwähnenswert ist unter anderem die Steinplastik „Schutzmantelmadonna“ über dem Seitenportal der Kirche St. Katharina in Ulm-Einsingen.
Zu Vogels bekannteren Werken zählen darüber hinaus die Holzplastik „Pferdenatur“ (Lindenholz) sowie das Ölgemälde „Morgenröte Jesu und Maria“.

### Weitere Werke (Auswahl)
- Landschaft Drei Bäume, Ölkreide, 65 × 50 cm
- Feierabend, Ölkreide, 60 × 43 cm
- Leib des Herrn, Treibarbeit in Kupfer, 48 × 81 cm
- Hoffnung, Treibarbeit in Kupfer, 31 × 53 cm
- Herzflammen, Treibarbeit in Kupfer, 35 × 57 cm
- Ego te absolvo, Treibarbeit in Kupfer, 29 × 47 cm
- Fruchtbarkeit, Öl auf Sperrholz, 60 × 80 cm
- Mariensonne mit Lerchengesang, Öl auf Leinwand, 50 × 68 cm
- Selbstbildnis, Zeichnung, 24 × 25 cm
- Erlöser, Intarsia, 61 × 125 cm
- Göttlicher Kinderfreund, Intarsia, 77 × 111 cm
- Verkündung, Intarsia, 76 × 109 cm
- Diskrepanz, Intarsia, 75 × 92 cm
- Pferde, Intarsia, 63 × 116 cm
- Glaube, Hoffnung, Liebe, Treibarbeit in Kupfer, 51 × 112 cm
- Lehre Volksmusik, Treibarbeit in Kupfer, 40 × 63 cm
- Drei Pferde, Eichenholz, 30 × 58 cm
- Maria mit Engel, Lindenholz, 40 × 60 cm
- Conversationen, Brandmalerei, 54 × 165 cm
- Sanguiniker, Brandmalerei, 49 × 160 cm
- Auferstehung oder Hölle, Brandmalerei, 60 × 110 cm
- Frau in Rittersporn, Brandmalerei, 52 × 65 cm
- Dämonismus hinter Reinheit, Brandmalerei, 41 × 86 cm
- Gnadenstrom im Kelch, Brandmalerei, 60 × 95 cm
- Blumenseele Grandezza, Brandmalerei, 65 × 128 cm
- Selbstbildnis, Brandmalerei, 60 × 70 cm
- Selbstbildnis, Kupfer, 25 × 35 cm

## Zwangssterilisation in der NS-Zeit
Im Jahr 1935 begann Vogel am Rande seines Heimatdorfs Waltershofen mit dem Bau eines Hauses, dessen Errichtung die Baupolizeibehörde „wegen des fremdartigen Stils“ nicht genehmigt hatte. Später wurde der bereits weit fortgeschrittene Bau wegen der fehlenden Genehmigung bis auf das Kellergeschoss abgerissen. Heinrich Vogel wurde verhaftet. Vom 22. bis 31. August 1935 wurde er in der Universitätsnervenklinik Tübingen „beobachtet“ und daraufhin für schizophren erklärt. Im Rahmen eines Erbgesundheitsgerichtsverfahrens wurde Heinrich Vogel am 27. Januar 1936 sterilisiert.
1949 machte Vogel bei der zuständigen Wiedergutmachungsbehörde einen Anspruch auf Entschädigung geltend. Der Anspruch wurde abgelehnt, da die erlittene „Benachteiligung“ weder aufgrund der politischen Überzeugung „noch aus Gründen der Rasse, des Glaubens oder der Weltanschauung“ erfolgt sei.
Erst im Januar 2011 gestand der Deutsche Bundestag Opfern von Zwangssterilisationen während der NS-Zeit einen Entschädigungsanspruch zu.

## Tod
Vogel starb am 1. März 1982 an den Spätfolgen eines Verkehrsunfalls. Die Inschrift auf dem von ihm selbst gestalteten Grabdenkmal lautet: „Willegottes Zeitewigkeit Heinrichvogel“.

## Sonstiges
Heinrich Vogel war der Onkel und Taufpate des langjährigen Signal-Vorstandschefs und früheren PKV-Vorsitzenden Heinrich Frommknecht.